# Pellenes limbatus
Pellenes limbatus är en spindelart som beskrevs av Kulczynski 1895. Pellenes limbatus ingår i släktet Pellenes och familjen hoppspindlar. Inga underarter finns listade i Catalogue of Life.